# 側支循環
侧支循环是指當血管被堵住時，血液為了绕过受阻的血管而流向附近的小血管，這些小血管基本與受阻的血管平行，這樣它們就代替了受阻的血管，從而順利完成一次血液循环。